# (6444) Ryuzin
(6444) Ryuzin est un astéroïde de la ceinture principale aréocroiseur.

## Description
(6444) Ryuzin est un astéroïde de la ceinture principale aréocroiseur. Il présente une orbite caractérisée par un demi-grand axe de 2,23 UA, une excentricité de 0,31 et une inclinaison de 6,1° par rapport à l'écliptique.

## Compléments